# Elles Leferink
Elles Maria Leferink (ur. 14 listopada 1976 w Weerselo) – holenderska siatkarka, siatkarka grająca na pozycji przyjmującej. Mistrzyni Europy 1995.  Uczestniczka Igrzysk Olimpijskich 1996 w Atlancie. W '1995 r. została uznana najlepszą siatkarka w Europie przez CEV.
Karierę zakończyła w 2007 r.

## Nagrody indywidualne
- 1998: najlepiej serwująca siatkarka mistrzostw Świata
- 2003: najlepiej serwująca siatkarka mistrzostw Europy

## Wyróżnienia
- 1995: najlepsza siatkarka w Europie